# ボンバーマン 爆風戦隊ボンバーメ〜ン
『ボンバーマン 爆風戦隊ボンバーメ～ン』（ボンバーマン ばくふうせんたいボンバーメーン）は、2006年3月9日にハドソンからライセンス承諾してソニー・コンピュータエンタテインメントから発売されたPlayStation Portable用アクションゲーム。

## 概要
基本的にはボンバーマンシリーズ同様のシステムを採用しているが、キャラクターは一新されており、頭身が高く筋肉質な5人の戦隊ボンバーメ～ンが登場する。通信対戦可能で、対戦人数は最大5人。
クラシックエリアでは敵に力を奪われたボンバーメ～ンが、力を取り戻す。力を奪われたボンバーメ～ンの姿は従来のボンバーマンと同じ姿をしている。このステージではボスとの戦いはない。また、メンバー一人がクラシックエリアをクリアしたら力を取り戻せるが、一人がクリアしても全員の力が戻るわけではない。なお、クラシックエリアの操作・敵キャラクターはドット絵に近いグラフィックになっている。
アレンジエリアでは力を取り戻したボンバーメ～ンが敵「ワルワル団」と戦う。このエリアのステージではボス戦がある。

## 登場キャラクター

### 爆風戦隊ボンバーメ〜ン
悪の組織、ワルワル団と戦うヒーロー達。スーパー戦隊シリーズのパロディ。
- レッドボンバー
- グリーンボンバー
- ブルーボンバー
- イエローボンバー
- ピンクボンバー